# Holstuonarmusigbigbandclub
Der Holstuonarmusigbigbandclub (kurz HMBC oder Holstuonar) war eine österreichische Band der Neuen Volksmusik aus Vorarlberg, die 2003 gegründet wurde. Bekannt wurde sie vor allem durch das Lied Vo Mello bis ge Schoppornou (hochdeutsch von Mellau bis nach Schoppernau), das im Sommer 2010 in die Charts einstieg und in Österreich bis auf Platz 2 vorstieß. Die Musik der Gruppe ist eine Mischung aus vorarlbergerischer Volksmusik und modernem Pop mit Einflüssen aus Jazz, Funk, Reggae und Hip-Hop. In den meisten ihrer Lieder sangen sie in vorarlbergischem Dialekt.

## Geschichte
Die namensgebenden Holstuonar waren Almbauern, die sich abends in der Stube zusammenfanden und Hausmusik machten. Die Band bestand aus fünf Mitgliedern, die an den österreichischen Musikhochschulen studierten bzw. studieren.
Johannes Bär aus Andelsbuch studierte Trompete am Mozarteum Salzburg, Stefan Bär aus Langenegg studierte am Vorarlberger Landeskonservatorium. Andreas Broger kommt aus Mellau und studierte am Tiroler Landeskonservatorium Instrumental- und Gesangspädagogik Saxofon Klassik. Der ebenfalls aus Mellau stammende Bartholomäus Natter studiert Trompete am Mozarteum Salzburg. Philipp Lingg aus Schoppernau lebt heute in Wien und studierte an der Universität für Musik und darstellende Kunst Wien Musikwissenschaft und Musikerziehung.
Den ersten Auftritt absolvierte die Band einen Tag vor Silvester 2003. Seither stieg sie von der regionalen zur nationalen Bekanntheit in der österreichischen Musikszene auf. Die beiden ersten Alben Querschlager (2007) und free sin (2008) beinhalten fast ausschließlich Coverversionen von bekannten deutschsprachigen Schlagern und internationalen Popsongs.
Mit Vo Mello bis ge Schoppornou, einem der ersten von der Band geschriebenen Songs, gelang der Durchbruch. Das Lied ist in der Mundart des Hinter-Wälderischen gesungen und selbst für Vorarlberger nicht immer problemlos verständlich. Es handelt von einem durchzechten Abend und dem Heimweg, welcher in Ermangelung öffentlicher Verkehrsmittel teils per Autostopp mit einem deutschen Koch und teils durch einen langen Fußmarsch absolviert wird, bei dem die Füße weh tun.
Das 2009 entstandene Lied breitete sich 2010 von Vorarlberger Radiosendern in andere Bundesländer aus, wurde schließlich von überregionalen Radiostationen gespielt und stieß Mitte Oktober 2010 in den österreichischen Singlecharts bis Platz 2 vor.
Zur Verbreitung trug auch das im Frühjahr 2010 produzierte Video bei. Die am 9. Juli 2010 auf YouTube eingestellte offizielle Version erreichte Ende Oktober 2010 eine Million Aufrufe. In Bayern wurde das Lied Ende des Jahres von den Hörern der Radiosendung von Moderator Matthias Matuschik auf Bayern 3 zum „Liebling des Jahres“ gewählt. Im Jänner 2011 folgte der Einstieg in die deutschen Singlecharts.
Anfang November 2010 wurde bekannt, dass Fans den HMBC via Facebook für die Österreichische Vorentscheidung zum Eurovision Song Contest 2011 vorgeschlagen hatten. Die Band entschloss sich allerdings, nicht an der Vorentscheidung teilzunehmen.
Am 26. April 2011 präsentierte der HMBC seine zweite Single Vorreasso, vorkouft, as louft. Zwei Wochen später, am 13. Mai 2011, erschien das Album Lieble. Bei der Verleihung der Amadeus Austrian Music Awards am 1. Mai 2012 wurde Vo Mello bis ge Schoppornou mit dem Titel „Song des Jahres“ ausgezeichnet. Im selben Jahr brachte der holstuonarmusigbigbandclub am 26. Oktober die erste Live-CD grüsele live auf den Markt.
Am 21. Februar 2014 veröffentlichte die Band als Dankeschön für die Fans und als Vorgeschmack auf das im Herbst 2014 erscheinende vierte Studioalbum das Video Life after Facebook. Die erste Single des neuen Albums, die am 2. Mai 2014 veröffentlicht wurde, trägt den Titel Wild West Coast of Austria und ist eine Hommage an die Heimat der Musiker. Kurz darauf wurde dann das Album hearad präsentiert.
Im März 2015 zog sich Philipp Lingg aus dem HMBC zurück. Als neue Bandmitglieder wurden Ossi Weber und Stefan Hörtnagl vorgestellt.
Im April 2016 veröffentlichte der HMBC sein neues Album Crazy live. Darauf zu hören ist ein Live-Mitschnitt eines Konzertes sowie die Single Crazy night. Zum Song „Crazy night“ haben die Musiker zudem das Musikvideo „Crazy night“ veröffentlicht.
Wie im November 2016 angekündigt, gab HMBC nach mehr als 15 Jahren Bandgeschichte, über 1000 Konzerten im In- und Ausland, einem Amadeus Austrian Music Award und einem Gold Award am 28. Mai 2017 ihr letztes Konzert am Bahnhof Andelsbuch.

## Diskografie

### Alben
- 2007: Querschlager
- 2008: free sin
- 2011: Lieble
- 2012: grüsele live
- 2014: hearad
- 2016: Crazy live

### Singles
- 2010: Vo Mello bis ge Schoppornou
- 2011: Vorreasso, vorkouft, as louft
- 2011: What Happened to the Edelweiß I Gave You Last Night?
- 2014: Wild West Coast of Austria
- 2016: Crazy night

## Auszeichnungen
- Goldene Schallplatte (Österreich) für 15.000 verkaufte Singles Vo Mello bis ge Schoppornou
- Amadeus Austrian Music Award 2012: „Song des Jahres“ für Vo Mello bis ge Schoppornou